# Éber László
Éber László, születési és 1886-ig használt nevén Ellenberger László (Pest, 1871. június 11. – Budakeszi, 1935. március 29.) művészettörténész, műfordító, tanár, a Magyar Tudományos Akadémia levelező tagja. Éber Antal (1872–1950) közgazdász, politikus és Éber Ernő (1874–1968) agrárpolitikus, gazdaságtörténész bátyja.

## Életútja
Ellenberger Károly kereskedő és Sonnenberg Ilona fia. 1894-ben szerezte meg bölcsészdoktori oklevelét a Budapesti Tudományegyetemen, 1895–1896-ban Lipcsében, 1896–1897-ben Franciaországban és Olaszországban képezte tovább magát. 1897-től a Magyar Nemzeti Múzeum Érem- és Régiségtárába került segédőri beosztásban. 1904-től a Műemlékek Országos Bizottságánál dolgozott előbb mint megbízott, 1906-tól pedig mint kinevezett előadó. Ezzel párhuzamosan 1900-tól 1919-ig az Országos Magyar Királyi Iparművészeti Tanodában oktatott művészettörténetet, 1905-től 1912-ig pedig a Budapesti Tudományegyetemen az ókeresztény és középkori művészettörténet magántanára volt.
A Tanácsköztársaság alatt, 1919 áprilisa és augusztusa között a Magyar Királyi József Műegyetem nyilvános rendes tanári címmel elvállalta a művészettörténeti tanszék vezetését. A Tanácsköztársaság bukása után, 1919 őszén minden hivatalától és tisztségétől megfosztották, majd nyugdíjazták. 1920 és 1935 között a budapesti Stadler Vaskereskedés Rt. igazgatójaként tevékenykedett. A budakeszi tüdőbeteg-szanatóriumban hunyt el.
A Farkasréti temetőben nyugszik.

## Munkássága
Főleg a középkori európai és magyarországi művészeti emlékekkel foglalkozott. Jelentősek a középkori falfestményekről, valamint az Árpád-kori művészetről írt tanulmányai.

### Társasági tagságai és elismerései
1914-ben a Magyar Tudományos Akadémia levelező tagjává választották, de 1919-es szerepvállalása miatt 1920-ban kizárták a testületből, és levelező tagságát csak posztumusz, 1989-ben állították vissza.

### Főbb művei
- A festői ábrázolás az olasz és németalföldi festészetben. Budapest. 1894.
- Az iparművészet könyve I–III. Budapest. 1902–1912. (Társszerzőként)
- Donatello (1903)
- Giergl Kálmán gyűjteménye. (in: Magyar Iparművészet. Budapest 1907. 57-95. old.)
- Művészettörténeti olvasmányok. Budapest. 1909.
- Újonnan fölfedezett falfestmények Almakeréken. Akadémiai Értesítő 1914.
- A művészetek története. Budapest. 1926. (Barát Bélával és Felvinczi Takács Zoltánnal)
- Művészeti lexikon. Szerk. Éber László. Budapest. 1926.
- Klasszikus képtár. Budapest. 1928. (Társszerzőként)

Műfordításai
- Romain Rolland: Michelangelo
- Vincent van Gogh levelei
- Művészettörténeti olvasmányok